# Zlokućane
Zlokućane je naselje u gradu Leskovcu, Jablanički upravni okrug, Srbija. Prema popisu iz 2022. godine u Zlokućanu je živio 151 stanovnik.